# OpenGL 유틸리티 툴킷
OpenGL 유틸리티 툴킷(OpenGL Utility Toolkit, GLUT)은 호스트 운영체제와 시스템 수준의 입출력을 가능하게 만드는 OpenGL 프로그램용 유틸리티 라이브러리이다. 주요한 기능으로 창의 크기와 형태를 정의하고 제어하며, 키보드와 마우스 입력을 감지하는 기능이 있다. 뿐만 아니라 정육각형, 구, 유타 찻잔과 같은 컴퓨터 그래픽스에서 요긴한 몇가지 기하학적인 기본객체(geometric primitives)를 그려주는 루틴도 가지고 있으며, 팝업 메뉴를 생성하는 기능도 제공한다.
OpenGL 유틸리티 툴킷은 실리콘 그래픽스사에서 근무하고 OpenGL Programming for the X Window System와 The Cg Tutorial: The Definitive Guide to Programmable Real-Time Graphics라는 책을 저술한 마크 킬가드(Mark Kilgard)가 개발하였다.
OpenGL 유틸리티 툴킷의 두가지 중요한 목적은 운영체제사이의 이식성이 좋은 코드를 구현하자는 것과 OpenGL을 쉽게 익히도록하는 것이다. 실제로 OpenGL 프로그래밍을 OpenGL 유틸리티 툴킷을 사용하게 되면 매우 적은 라인과 운영체제에 대한 깊이 있는 지식이 없더라도 쉽게 프로그램을 작성할 수 있다. 모든 OpenGL 유틸리티 툴킷 함수는 glutPostRedisplay, glutCreateWindow와 같이glut라는 접두사로 시작한다.

## 구현
원래 OpenGL 유틸리티 툴킷 라이브러리는 X 윈도 시스템을 지원하기 위하여 마크 킬가드가 개발하였으며 이후에 네이트 로빈스에 의하여 마이크로소프트사의 WiggleWin32로 포팅되었다. 또한 현재는 애플사의 매킨토시 운영 체제에서도 사용되고 있다.

## 같이 보기
- OpenGL 유틸리티 라이브러리 (GLU)
- OpenGL 사용자 인터페이스 라이브러리 (GLUI)
- freeglut
- 심플 다이렉트미디어 레이어(SDL)